# Liam Walsh
Liam Walsh (Huyton, 15 settembre 1997) è un calciatore inglese, centrocampista del Luton Town.

## Carriera

### Club
È cresciuto nel settore giovanile dell'Everton, con cui il 2 marzo 2015 ha firmato il primo contratto professionistico. Nel gennaio del 2016 è stato ceduto in prestito allo Yeovil Town dove ha debuttato il 10 gennaio nell'incontro di FA Cup pareggiato 2-2 contro il Carlisle Utd. Ha segnato il suo primo gol il 2 febbraio seguente, in Football League Two contro il Luton Town.
Il 31 agosto 2017 è stato ceduto in prestito al Birmingham City per sei mesi, ed il 5 gennaio 2018 è stato acquistato a titolo definitivo dal Bristol City. Utilizzato con poca frequenza, il 2 settembre 2019 è stato ceduto in prestito al Coventry City per tutta la stagione. Autore di 4 reti in 34 incontri, nella stagione successiva è tornato a Bristol, ma ha trovato poco spazio e al termine dell’annata è rimasto svincolato.
L'8 luglio 2021 ha firmato un contratto triennale con lo Swansea City, ma dopo soli sei mesi è stato ceduto in prestito all'Hull City. Di rientro in Galles, ha giocato con gli Swans per altre due stagioni, subentrando spesso dalla panchina, per poi rimanere senza contratto nel giugno del 2024.
Il 20 agosto 2024 ha firmato un contratto con il Luton Town, club appena retrocesso nella seconda divisione inglese.

### Nazionale
Ha giocato con le nazionali giovanili inglesi Under-16 ed Under-18.

## Statistiche

### Presenze e reti nei club
Statistiche aggiornate al 9 aprile 2025.
| Stagione            | Squadra             | Campionato          | Campionato | Campionato | Coppe nazionali | Coppe nazionali | Coppe nazionali | Coppe continentali | Coppe continentali | Coppe continentali | Altre coppe | Altre coppe | Altre coppe | Totale | Totale | Totale |
| Stagione            | Squadra             | Comp                | Pres       | Reti       | Comp            | Pres            | Reti            | Comp               | Pres               | Reti               | Comp        | Pres        | Reti        | Pres   | Reti   |        |
| ------------------- | ------------------- | ------------------- | ---------- | ---------- | --------------- | --------------- | --------------- | ------------------ | ------------------ | ------------------ | ----------- | ----------- | ----------- | ------ | ------ | ------ |
| gen.-giu. 2016      | Yeovil Town         | FL2                 | 15         | 1          | FACup+CdL       | 2+0             | 0               | -                  | -                  | -                  | FLT         | 0           | 0           | 17     | 1      |        |
| 2016-2017           | Everton Under-21    | -                   | -          | -          | -               | -               | -               | -                  | -                  | -                  | FLT         | 2           | 0           | 2      | 0      |        |
| ago.-nov. 2017      | Birmingham City     | FLC                 | 3          | 0          | FACup+CdL       | 0               | 0               | -                  | -                  | -                  | -           | -           | -           | 3      | 0      |        |
| gen.-giu. 2018      | Bristol City        | FLC                 | 6          | 0          | FACup+CdL       | 0+2             | 0               | -                  | -                  | -                  | -           | -           | -           | 8      | 0      |        |
| 2018-2019           | Bristol City        | FLC                 | 9          | 0          | FACup+CdL       | 0+1             | 0               | -                  | -                  | -                  | -           | -           | -           | 10     | 0      |        |
| ago. 2019           | Bristol City        | FLC                 | 0          | 0          | FACup+CdL       | 0+1             | 0+1             | -                  | -                  | -                  | -           | -           | -           | 1      | 1      |        |
| 2019-2020           | Coventry City       | FL1                 | 26         | 3          | FACup+CdL       | 7+0             | 1+0             | -                  | -                  | -                  | FLT         | 1           | 0           | 34     | 4      |        |
| 2020-2021           | Bristol City        | FLC                 | 3          | 0          | FACup+CdL       | 0               | 0               | -                  | -                  | -                  | -           | -           | -           | 3      | 0      |        |
| Totale Bristol City | Totale Bristol City | Totale Bristol City | 18         | 0          |                 | 4               | 1               |                    | -                  | -                  |             | -           | -           | 22     | 1      |        |
| 2021-gen. 2022      | Swansea City        | FLC                 | 5          | 0          | FACup+CdL       | 1+1             | 0               | -                  | -                  | -                  | -           | -           | -           | 7      | 0      |        |
| gen.-giu. 2022      | Hull City           | FLC                 | 3          | 0          | FACup+CdL       | 0               | 0               | -                  | -                  | -                  | -           | -           | -           | 3      | 0      |        |
| 2022-2023           | Swansea City        | FLC                 | 7          | 0          | FACup+CdL       | 0               | 0               | -                  | -                  | -                  | -           | -           | -           | 7      | 0      |        |
| 2023-2024           | Swansea City        | FLC                 | 20         | 2          | FACup+CdL       | 0               | 0               | -                  | -                  | -                  | -           | -           | -           | 20     | 2      |        |
| Totale Swansea City | Totale Swansea City | Totale Swansea City | 32         | 2          |                 | 2               | 0               |                    | -                  | -                  |             | -           | -           | 34     | 2      |        |
| 2024-2025           | Luton Town          | FLC                 | 22         | 0          | FACup+CdL       | 1+1             | 0               | -                  | -                  | -                  | -           | -           | -           | 24     | 0      |        |
| Totale carriera     | Totale carriera     | Totale carriera     | 119        | 6          |                 | 17              | 2               |                    | -                  | -                  |             | 3           | 0           | 139    | 8      |        |